# Zement (Film)
Zement ist ein im Auftrag des Fernsehens der DDR hergestellter zweiteiliger Fernsehfilm der DEFA von Manfred Wekwerth aus dem Jahr 1973 nach dem gleichnamigen Roman von Fjodor Gladkow aus dem Jahr 1925.

## Handlung
Frühjahr 1921. Der Regimentskommissar Gleb Tschumalow kommt nach drei Jahren Bürgerkrieg nach Hause, in seine Heimatstadt am Schwarzen Meer. Seine Frau Dascha empfängt ihn kühl und hält eine Aufgabe der Kommunistischen Partei für wichtiger als ihren Mann. In den Jahren seiner Abwesenheit ist sie selbstbewusst geworden und hat nur noch ihre gesellschaftlichen Aufgaben im Sinn. Selbst die gemeinsame Tochter hat sie in einem Heim untergebracht, um mehr Zeit für die Parteiarbeit zu haben. Aber auch alles andere im Ort verwirrt Gleb. Das Zementwerk ist völlig verwahrlost und zum großen Teil demontiert. Die ehemaligen Arbeiter beschäftigen sich mit Viehzucht, Feuerzeugbau und anderen Sachen. Hier will Gleb einschreiten und er wird zum Kommissar für das Zementwerk ernannt. Er schafft es die Arbeiter davon zu überzeugen, wie wichtig das Werk für sie ist. Auch den ehemaligen Betriebsingenieur Kleist, der ihn einmal an die Weißen verraten hat, die ihn umbringen wollten, kann er zur Mitarbeit gewinnen. Nur die Genossen der übergeordneten Dienststellen stellen sich immer wieder mit ihrem Bürokratismus gegen einen Fortschritt. Doch Gleb setzt sich immer wieder durch. So gerät die Beschaffung von Treibstoff und der festliche Empfang der Tankwagen im Betrieb zum großen Erfolg. Mitten in den Feierlichkeiten versuchen die Weißgardisten das Werk zu überfallen und zu zerstören.
Zur gleichen Zeit wird Dascha von den Weißen auf einer Kutschfahrt, mit dem Vorsitzenden des Exekutivkomitees Badjin zu  einem Termin bei den Bauern und Kosaken auf dem Lande, gefangen genommen. Badjin, der in Dascha verliebt ist, wollte ihr auf dieser Fahrt näherkommen, was ihm aber durch den Überfall nicht gelingt. Dem Tod durch den Strick entkommt Dascha nur, weil sie eine Frau ist und dem Kosakenhauptmann durch ihren Mut imponiert. Als sie nach ihrer Freilassung Badjin wiedertrifft, ist ihr klar, dass er alles tun wird, was sie von ihm verlangt. Als sie sich ihm hingibt, geschieht das aus freien Stücken und dem Gefühl, von einem Stärkeren beschützt und festgehalten zu werden. Sie empfindet das Gleb gegenüber keineswegs als Betrug, da sie ihn nicht mehr liebt und die Revolution ihr Werteverständnis der Ehe völlig nebensächlich gemacht hat. Gleb Tschumalow leidet wegen Daschas Verhalten unter Eifersucht, doch statt in Liebeskummer zu versinken, führt er die Enteignung der verbliebenen Bourgeoisie und der Intellektuellen an.
Auf der anderen Seite fühlt die Abteilungsleiterin des Frauenkomitees, Polja, sich sehr zu Gleb hingezogen, denn sie ist nicht frei von Begierden und Gefühlen. Dascha bemerkt es und rät Gleb noch dazu, Polja nicht zu verschmähen. An dem Tag, als sich Polja und Gleb in ihrem Zimmer näher kommen wollen, platzt Dascha herein und zerstört die Gelegenheit. Es ist kurz vor seiner Reise nach Moskau, zum Obersten Volkswirtschaftsrat und zum Rat für Arbeit und Verteidigung, wo er auch den Genossen Wladimir Iljitsch Lenin treffen will. Im Zementwerk haben einige Genossen das Ruder übernommen, die den Aufbau des Werkes mit Hinweisen auf die Neue Ökonomische Politik verhindern wollen. Nach seiner Rückkehr aus Moskau übernimmt Gleb wieder die Regie im Werk, denn er hatte auf seiner Reise alles erreicht, was er wollte. Sogar Brennstoffe hatte er mitgebracht. Leider musste er erfahren, dass seine und Daschas Tochter in der Zwischenzeit verstorben ist.
Dascha verlässt das gemeinsame Haus, in dem sie immer noch mit Gleb zusammen lebte, um zu Polja zu ziehen. Diese hat sie darum gebeten, denn sie ist völlig am Boden zerschlagen. Nicht nur eine Vergewaltigung durch Badjin hat sie seelisch und körperlich zerstört, sondern auch der Rauswurf aus der Kommunistischen Partei bei den in der Vergangenheit durchgeführten Überprüfungen, hat sie sehr mitgenommen. Bei diesen sogenannten Säuberungen wurden sehr viele wahre und gute Genossen unter fadenscheinigen Gründen aus der Partei ausgeschlossen.
Gleb gibt seine ganze Kraft der Wiederinbetriebnahme des Werkes, was auch gelingen wird.

## Produktion
Zement wurde als Schwarzweißfilm gedreht und hatte am 4. August 1973 in einer Sondervorstellung im Rahmen der 10. Weltfestspiele der Jugend und Studenten im Berliner Kino Kosmos Premiere. Dieses sollte die einzige Vorführung auf einer großen Leinwand bleiben. Die erste Aufführung im 1. Programm des Fernsehens der DDR erfolgte am 2. und 4. November 1973, die zweite Ausstrahlung  musste bis zur Wendezeit warten und erfolgte am 1. und 2. Dezember 1989 im 2. Programm des Fernsehens der DDR. Eine halbstündige Dokumentation über die Dreharbeiten wurde am 16. Oktober 1973 im 1. Programm des Fernsehens der DDR unter dem Titel 500 Menschen machen einen Film gesendet. Die Außenaufnahmen fanden an der bulgarischen Schwarzmeerküste in der Gegend von Baltschik sowie im VEB Zementwerke Karsdorf, Werk 7, Halle-Nietleben statt. Die Mitarbeiter dieses Betriebes wurden auch als Statisten eingesetzt.

## Kritiken
Mimosa Künzel stellt in der Neuen Zeit fest, dass der Film bis ins Detail überzeugt und bei der Erarbeitung der scheinbar nebensächlichsten Szenen eine spürbare schöpferische Disziplin herrschte. So entstand ein Panorama von mitreißender Ausdruckskraft nach dem Bürgerkrieg zu Beginn der 1920er Jahre in der jungen Sowjetrepublik.
Peter Berger schrieb im Neuen Deutschland, dass Manfred Wekwerth dieses erregende Zeugnis konfliktreichen menschlichen Zusammenlebens nach der Revolution für den Bildschirm neu entdeckte.
Nach Gisela Herrmanns Meinung in der Berliner Zeitung wirkt der erste Teil noch recht episodisch, ein Eindruck, den die nicht immer einleuchtend eingesetzten Zwischentitel oft verstärken, doch wird die zweite Folge filmisch-fließender, wenngleich auch ihr oft noch ein Anflug von Theater anhaftet.